# Gunhild Haraldsdatter
Gunhild Haraldsdatter eller Gunnhild (før 975 – 13. november 1002) var datter af Harald Blåtand, hun blev gift med Pallig Tokesen jarl i Devonshire. Hun blev dræbt sammen med sin mand og søn i massakren Danemordet i England i november 1002.